# Observeum

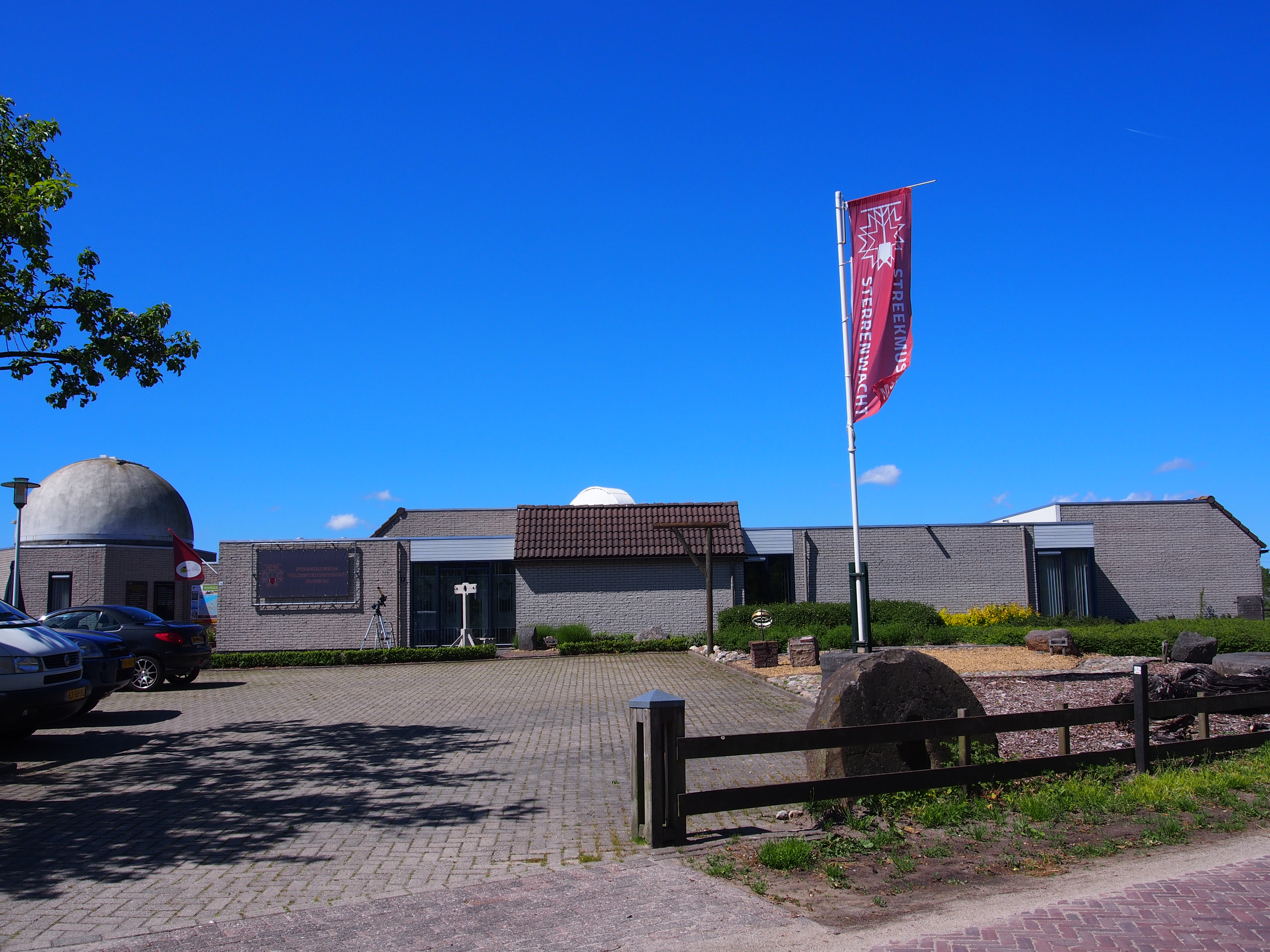
Het Observeum in 2015

Observeum (voorheen Streekmuseum Volkssterrenwacht Burgum) is een unieke combinatie van een streekmuseum en volkssterrenwacht. Observeum is gevestigd in het dorp Bergum in de Nederlandse provincie Friesland. Bezoekers krijgen toegang tot het streekmuseum én het observatorium.

## Streekmuseum
- Afdeling munten en penningen
- Collectie werk van Bergumer zilversmeden
- Leven en werk van Hendrik Bulthuis, ontwerper van de BM (zeilboot)
- Exposities op het gebied van geologie en archeologie
- Afdeling fotografica, collectie Jacob Franke
- Onderzoek naar de lokale geschiedenis in Tietjerksteradeel

## Volkssterrenwacht
- Astrofotografie
- Publieksavonden op vrijdag met gebruik van telescopen
- Films op het gebied van astronomie (eerste vrijdag van de maand)
- Groepsbezoeken op afspraak
- Cursus sterrenkunde voor beginners

## Speciale openingstijden
De sterrenwacht is ook geopend bij zons- en maansverduisteringen en Landelijke Sterrenkijkdagen.